# الن رابرت موری
الن رابرت موری (زادهٔ ۱۹۵۵ – درگذشتهٔ ۲۴ فوریهٔ ۲۰۲۱) یک ویرایشگر صدا بود. وی قبل‌از مرگش دوبار برنده جایزه اسکار بهترین تدوین صدا شده بود.

## جوایز آکادمی
| سال         | فیلم                  | همکار               | نتیجه  |
| ----------- | --------------------- | ------------------- | ------ |
| ۱۹۸۶ (۵۸ام) | Ladyhawke             | Robert G. Henderson | نامزدی |
| ۱۹۹۰ (۶۲ام) | اسلحه مرگبار ۲        | Robert G. Henderson | نامزدی |
| ۱۹۹۷ (۶۹ام) | پاک‌کن                 | Bub Asman           | نامزدی |
| ۲۰۰۱ (۷۳ام) | گاوچران‌های فضا        | Bub Asman           | نامزدی |
| ۲۰۰۷ (۷۹ام) | نامه‌هایی از ایوو جیما | Bub Asman           | برد    |
| ۲۰۰۷ (۷۹ام) | پرچم‌های پدران مان     | Bub Asman           | نامزدی |
| ۲۰۱۵ (۸۷ام) | تک‌تیرانداز آمریکایی   | Bub Asman           | برد    |
| ۲۰۱۶ (۸۸ام) | سیکاریو               | —                   | نامزدی |
| ۲۰۱۷ (۸۹ام) | سالی (فیلم ۲۰۱۶)      | Bub Asman           | نامزدی |